# Pinsà rosat cuallarg

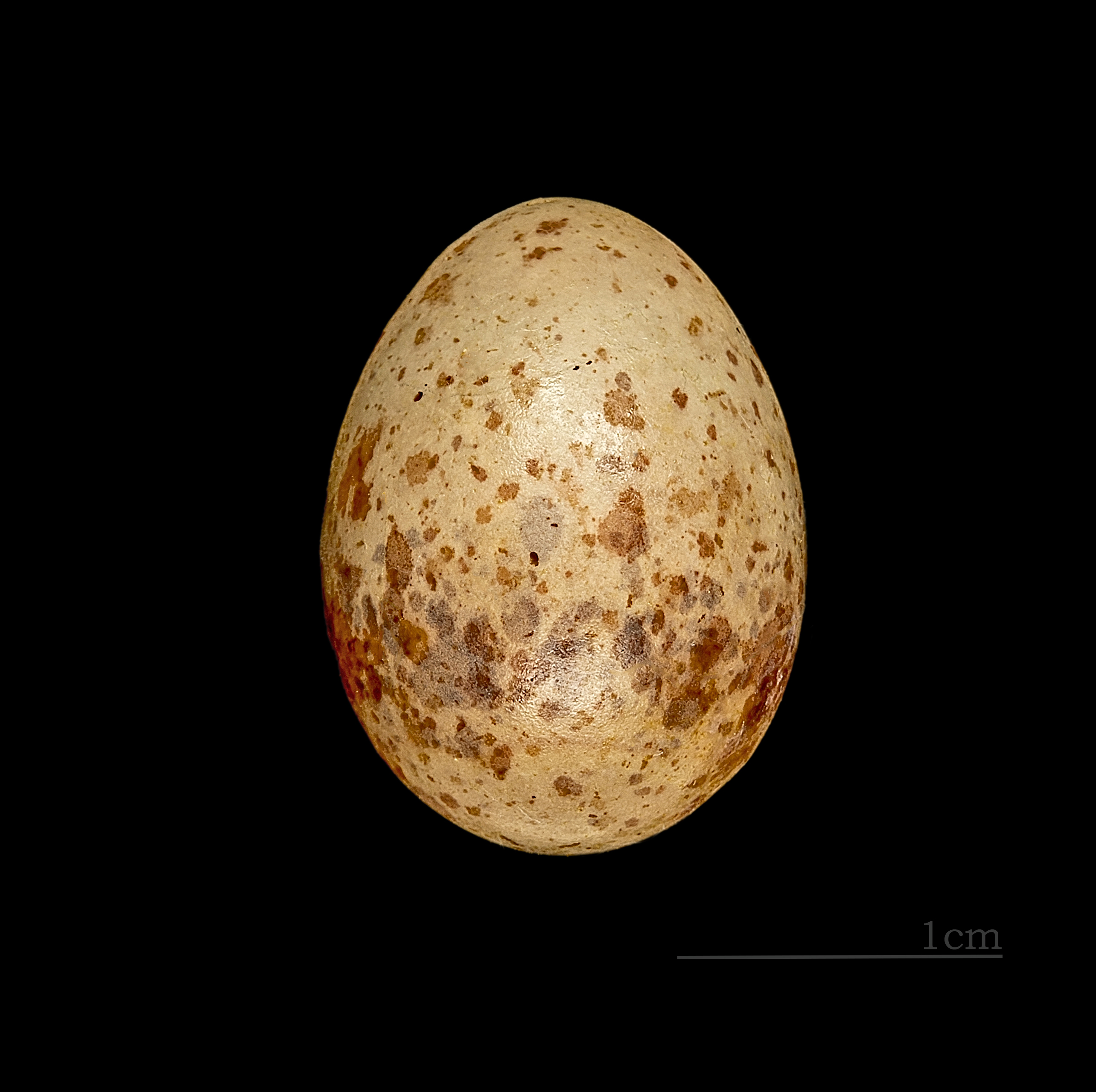
Uragus sibiricus

El pinsà rosat cuallarg o pinsà cuallarg (Carpodacus sibiricus) és una espècie d'ocell de la família dels fringíl·lids (Fringillidae) que ha estat inclòs al monotípic gènere Uragus (Keyserling et Blasius, 1840) fins al recent trasllat fins Carpodacus arran els treballs de Zuccon et el 2012.

## Hàbitat i distribució
Habita zones de matolls i arbusts del sud de Sibèria, oest, centre i nord-est de la Xina, sud-est del Tibet, Sakhalín i nord del Japó. En hivern fa moviments cap a zones més baixes i sud del Japó i Corea.

## Subespècies
- C. s. henrici (Oustalet, 1892). Est del Tibet i sud de la Xina.
- C. s. lepidus (David et Oustalet, 1877). Nord-est del Tibet i nord i centre de la Xina.
- C. s. sanguinolentus (Temminck et Schlegel, 1848). Illes Sakhalín i Kurils i nord del Japó.
- C. s. sibiricus (Pallas, 1773). Sud-oest de Sibèria, nord-est del Kazakhstan, Mongòlia i nord de la Xina.
- C. s. ussuriensis (Buturlin, 1915). Est de Sibèria i nord-est de la Xina.